# Ево ле Бен
Ево ле Бен (фр. Evaux-les-Bains) насеље је и општина у централној Француској у региону Лимузен, у департману Крез која припада префектури Обисон.
По подацима из 2011. године у општини је живело 1439 становника, а густина насељености је износила 31,59 становника/km². Општина се простире на површини од 45,55 km². Налази се на средњој надморској висини од 469 метара (максималној 560 m, а минималној 292 m).

## Демографија
| 1962. | 1968. | 1975. | 1982. | 1990. | 1999. | 2011. |
| ----- | ----- | ----- | ----- | ----- | ----- | ----- |
| 1.873 | 1.822 | 1.727 | 1.810 | 1.716 | 1.545 | 1.439 |

График промене броја становника у току последњих година